# Черезшкірне коронарне втручання
Черезшкірне коронарне втручання (ЧКВ) — малоінвазивна нехірургічна процедура, яка використовується для лікування звуження коронарних артерій серця, виявленого при ішемічній хворобі серця. Процедура використовується для розміщення та розгортання коронарних стентів, щоб відкрити звужені коронарні артерії. ЧКВ вважається «нехірургічною» процедурою, оскільки для отримання доступу до артеріальної системи використовується невеликий отвір у периферичній артерії на нозі або руці. Подібна хірургічна процедура включає розтин грудної стінки для отримання повного доступу до серця. Термін «коронарна ангіопластика зі стентом» є синонімом ЧКВ. Візуалізація кровоносних судини проводиться за допомогою рентгеноскопії з використанням контрастних барвників. ЧКВ виконує інтервенційний кардіолог в умовах катетеризаційної лабораторії.
Пацієнти, яким проводять ЧКВ, загалом поділяються на дві групи. Ті, хто має серцевий напад та перебувають у відділенні невідкладної допомоги, та пацієнти, які мають високий ризик серцевого нападу в майбутньому. ЧКВ є альтернативою інвазивній операції аортокоронарного шунтування (АКШ), яку часто називають «шунтуванням», при якому місця звуження артерій обходять шляхом пересадки судин з інших місць тіла. Коронарну ангіопластику вперше запровадив у 1977 році Андреас Грюенціг у Швейцарії.

## Медичне використання

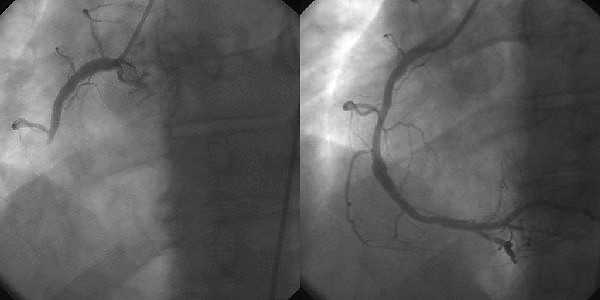
Коронарографія та ангіопластика при гострому інфаркті міокарда (ліворуч: ПКА закрита, праворуч: ПКА успішно розширена)

Критичний стеноз (95 %) у пацієнта з синдромом Велленса

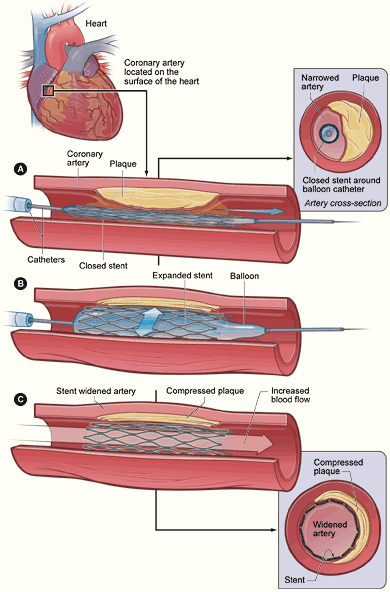
Встановлення стента. A. катетер/пристрій DES вставляється вздовж ураження. B. балон надувається за допомогою фізіологічного розчину, який подається через частину катетера в компонент DES/Balloon, розширюючи DES і притискаючи його до стінки артерії. C, катетер і спущений балон видаляють, залишаючи DES міцно закріпленим у стінці артерії.

ЧКВ використовується для відкриття заблокованої коронарної артерії і відновлення артеріального кровотоку до серцевого м'яза без операції на відкритому серці. ЧКВ може бути доцільним у пацієнтів з гострим коронарним синдромом. Час початку лікування серцевого нападу є важливим і суттєво впливає на клінічні результати процедур ЧКВ. Швидка реперфузія серцевого м'яза має вирішальне значення для запобігання подальшому пошкодженню серцевого м'яза, спричиненому інфарктами, цей час часто називають «часом від нападу до дверей клініки» і «від дверей до балону». Скорочення цього часу є важливою метою в умовах невідкладної допомоги.
Використання ЧКВ на додаток до антиангінальних ліків при стабільній стенокардії може зменшити кількість пацієнтів із нападами протягом 3 років після терапії, але не зменшує ризик смерті, майбутнього інфаркту міокарда або потреби в інших втручаннях.

## Несприятливі наслідки
ЧКВ має низку ризиків, однак серйозні процедурні ускладнення нечасті. ЧКВ виконується за допомогою мінімально інвазивних катетерних процедур інтервенційним кардіологом, лікарем зі спеціальною підготовкою в лікуванні серця.
Більшість пацієнтів, які отримують ЧКВ не для лікування серцевого нападу, зазвичай не сплять під час процедури, і можуть відчувати дискомфорт у грудях.
Кровотеча з точки введення катетера в пах (стегнова артерія) або зап'ястя (променева артерія) є поширеним явищем, частково через застосування антитромбоцитарних препаратів. Звичайною є поява синців, але іноді може утворюватися гематома. Це може затримати виписку з лікарні, оскільки вилив крові з артерії в гематому може продовжуватися (псевдоаневризма), що потребує хірургічного лікування. Інфекція в місці проколу шкіри зустрічається рідко, а розшарування (розрив) внутрішньої стінки артерії — нечасте. Ускладнення судинного доступу менш поширені та менш серйозні, коли процедура виконується через променеву артерію.
Алергічна реакція на контрастну речовину можлива, але її частота зменшилася з появою нових засобів. Погіршення функції нирок може виникнути у пацієнтів із наявним захворюванням нирок, але ниркова недостатність, що потребує діалізу, трапляється рідко.
Найбільш серйозними ризиками є смерть, інсульт, фібриляція шлуночків (нестійка шлуночкова тахікардія є поширеним явищем), інфаркт міокарда і розшарування аорти. Інфаркт під час або незабаром після процедури виникає в 0,3 % випадків, що може вимагати екстреної операції коронарного шунтування. Пошкодження серцевого м'яза, що характеризується підвищеним рівнем CK-MB, тропоніну I і тропоніну T, може виникнути у 30 % усіх процедур ЧКВ. Підвищення рівня ферментів було пов'язане з більш пізніми клінічними наслідками, такими як вищий ризик смерті, наступного інфаркту та необхідності повторних процедур реваскуляризації. Ангіопластика, проведена невдовзі після інфаркту, підвищує ризик інсульту, але цей ризик менше, ніж ризик інсульту після терапії тромболітичними препаратами.
Як і під час будь-якої процедури, пов'язаної з серцем, ускладнення іноді, хоча й рідко, можуть призвести до смерті. Смертність при проведенні ангіопластики становить 1,2 %. Іноді під час ангіопластики може виникати біль у грудях, оскільки балон на короткий час блокує кровопостачання серця.
Ризик ускладнень вищий у таких категорій пацієнтів:
- Вік від 65 років
- Наявність захворювання нирок або діабет
- Жінки
- Наявність поганої насосної функції серця
- Наявність серйозних захворювань серця та блокади

## Процедура
Балонна ангіопластика — це надування балона (часто він інтегрований у медичний пристрій, що поєднує балон, провідник і стент) у коронарній артерії, щоб «розчавити» бляшку, яка спричиняє оклюзію стінок артерії. Балонна ангіопластика часто виконується як частина процедури ЧКВ, але іноді є окремою процедурою. Процедури, які зазвичай асоціюються з ЧКВ, такі:
- Імплантація стентів
- Усунення закупорки артерій: видалення або зміна форми бляшки
  - Ротаційна, орбітальна та/або лазерна атеректомія (вирізання бляшки)
- Брахітерапія (використання радіоактивного джерела для пригнічення рестенозу)
- Коронарна внутрішньосудинна літотрипсія (ВСЛ) або використання звукових хвиль для руйнування кальцинованих бляшок

ЧКВ починається з підготовки ділянки шкіри, до якої необхідно отримати доступ (пах або рука), шляхом гоління та протирання ділянки бактеріостатиком, зазвичай продуктом на основі хлоргексидину. Голка провідника (інтродюсера) вводиться в артерію. Після того, як доступ отримано, вставляється «оболонковий провідник», щоб утримувати артерію відкритою. Ця процедура і називається черезшкірним доступом. Станом на 2023 рік системи катетерів, які використовуються в процедурах ЧКВ, часто є повністю інтегрованими медичними пристроями. Їх зазвичай називають катетерами «по дроту» або OTW. Як правило, він має два канали просвіту (порожнина всередині будь-якої трубчастої конструкції), більший для проведення дуже гнучкого провідника та менший для надування та скачування балона або вузла балон/катетер. Просвіт провідника йде по всій довжині катетера. Балонний стент часто є частиною зібраного пристрою, інші елементи також можуть бути частиною конструкції медичного пристрою залежно від характеру процедури.
Інтервенційний кардіолог використовує точку входу, створену під час етапу черезшкірного доступу, щоб ввести систему катетера та направити її до оклюзованої ділянки коронарної артерії, використовуючи рентгеноскоп та рентгеноконтрастні барвники як інструмент візуалізації. Пристрій і його компоненти балон/стент можна надути, щоб відкрити стенозовану уражену ділянку артерії. У складеному стані стент досить малий, щоб пройти через відносно вузькі периферичні артерії, а потім при роздуванні прилеглого балону він щільно притискається до ураженої стінки коронарної артерії. Стент розширюється за рахунок тиску, який створюється шляхом введення фізіологічного розчину в пристрій через просвіт все ще прикріпленого катетера. Під час цієї процедури реєструються час надування та тиск, який використовувався. Після надування/здування балона або розміщення стента пристрій для розміщення та спущений балон видаляють, залишаючи стент на місці.
Інтервенційний кардіолог вирішує, як найкращим чином усувати закупорку під час ЧКВ на основі даних у реальному часі. Під час процедури кардіолог використовує дані візуалізації, отримані як внутрішньосудинним ультразвуковим дослідженням (ВСУЗД), так і рентгенівським зображенням (у поєднанні з рентгеноконтрастним барвником). Інформація, отримана з цих двох джерел, дозволяє кардіологу відстежувати шлях катетера-пристрою під час його руху артеріальними судинами. Ця інформація також допомагає визначити розташування та фізичні характеристики бляшки, що спричиняє звуження артерій. Дані цих двох методів використовуються для правильного розташування стента та отримання детальної інформації про анатомію коронарної артерії. Ця анатомія сильно відрізняється серед людей, тому наявність цієї інформації стає вирішальною для ефективного лікування. Отримані дані записуються на відео і є цінними у випадках, коли необхідно подальше лікування.    

### Види стентів

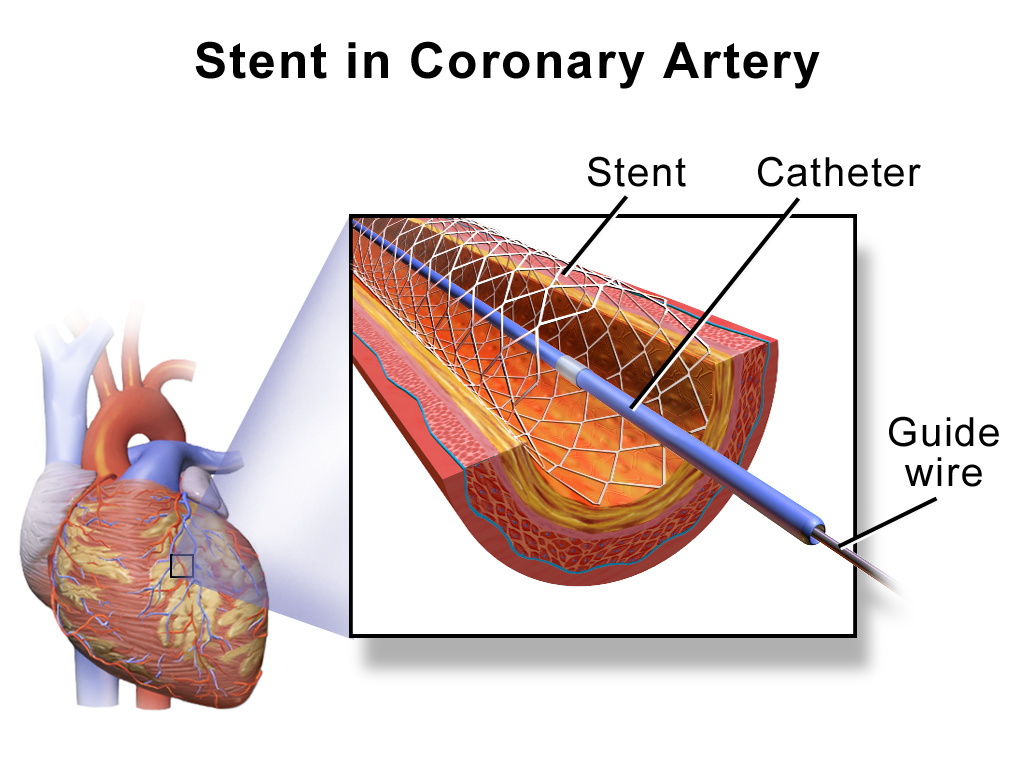
Коронарний стент, встановлений шляхом черезшкірного коронарного втручання.

Раніше використовували голі металеві стенти (BMS), які забезпечували механічний каркас, який утримує стінку артерії відкритою, запобігаючи стенозу або звуженню коронарних артерій. Нові стенти з лікарським покриттям (DES) — це стенти з полімерним покриттям, що містить ліки, що запобігають проліферації клітин. Антипроліферативні препарати вивільняються повільно з часом, щоб запобігти росту тканин.
Показано, що стенти DES допомагають запобігти рестенозу артерії за допомогою пригнічення росту тканин у місці стента та локальну модуляцію запальної та імунної відповідей організму. Першими двома стентами з лікарським покриттям, були стенти із виділенням паклітакселу або сиролімусу. Більшість сучасних стентів із лікарським покриттям використовують сиролімус (також відомий як рапаміцин), еверолімус і зотаролімус. Стенти з біолімусом A9, що містять біорозкладані полімери, схвалені за межами США
Технології ЧКВ нового покоління спрямовані на зниження ризику пізнього тромбозу стента або інших довгострокових несприятливих подій. Існують DES з біорозкладним полімерним покриття. Вважають, що DES з постійним полімерним покриттям сприяють тривалому запаленню.
Після встановлення стента пацієнту необхідно протягом кількох місяців приймати два антитромбоцитарні препарати (аспірин і один із кількох інших варіантів), щоб запобігти утворенню тромбів. Тривалість часу, протягом якого пацієнт повинен приймати подвійну антитромбоцитарну терапію, визначається індивідуально на основі ризиків ішемічних подій і ризику кровотечі.

### Аспірація тромбу
При первинному ЧКВ (під час серцевого нападу) ангіографія може виявити тромб (згустки крові) всередині коронарних артерій. Були проведені різні дослідження, щоб визначити, чи є корисним аспірація цих згустків (видалення тромбу або ручна тромбектомія). На даний момент немає доказів того, що рутинна аспірація тромбу покращує результати.

### Комплексні ураження
Ураження з високим ступенем відкладення кальцію в стінці судини, особливо якщо кальцій знаходиться по окружності, вважаються такими, що важко розширити балоном. Комплексні ураження є одним із ключових предикторів поганого результату ЧКВ, тому перед імплантацією стентів потрібна модифікація ураження кальцієм. Мета полягає в тому, щоб створити тріщини в кальцієвій стінці судини, щоб збільшити ймовірність успішного розширення стенозу та доставки остаточного стента. Традиційно цього досягають за допомогою балонної ангіопластики або інших процедур, включаючи ротаційну, орбітальну та лазерну атеректомію. Коронарна внутрішньосудинна літотрипсія з використанням акустичних ударних хвиль є новим підходом до лікування поверхневого та глибокого кальцію в стінці судини.

## Відновлення та реабілітація
Для багатьох пацієнтів процедура стентування не вимагає перебування в стаціонарі. Велика частина часу, витраченого на негайне відновлення після стентування, спрямована на те, щоб переконатися, що місце доступу не кровоточить. Пацієнт зазвичай контролюється за допомогою ЕКГ. Ліки для запобігання утворенню тромбів застосовують безпосередньо після процедури стентування, зазвичай у формі негайної навантажувальної дози сильнодіючого антикоагулянту (розріджувача крові) клопідогрелю, у вигляді таблеток. Комбінація аспірину та клопідогрелю є типовою практикою антикоагулянтної терапії. Для пацієнтів, які перенесли серцевий напад, тривалість госпіталізації значною мірою залежить від пошкодження міокарда, викликаного нападом.
Важлива реєстрація факту імплантації стента, оскільки це інформує клініцистів, які будуть виконувати майбутні медичні процедури.
У місці входу в артеріальну систему зазвичай відчувається біль, подразнення, і дуже часто виникають досить великі гематоми (значні синці), які зазвичай зменшуються через тиждень або близько того. Пацієнтам, як правило, рекомендують «пережити» ці явища протягом тижня або двох і вказують бути обережними, щоб не піднімати значну вагу, перш за все, щоб забезпечити загоєння місця доступу. Контрольний огляд у кардіолога або терапевта/терапевта протягом тижня-двох після процедури є стандартною світовою практикою.
Стандартною практикою є подальші контрольні огляди кожні три-шість місяців протягом першого року, хоча ці практики відрізняються залежно від регіону та практикуючого лікаря. Рутинна коронарографія не показана. При підозрі на прогресування захворювання серця проводиться стрес-тест. Пацієнти, у яких під час фізичного навантаження з'являються симптоми або ознаки ішемії, можуть пройти повторну діагностичну катетеризацію серця.
Фізикальне обстеження відіграє важливу роль після ЧКВ. Пацієнтам з високим ризиком розвитку ускладнень і з більш складними коронарними захворюваннями ангіографія може бути показана незалежно від результатів неінвазивних стрес-тестів.
Кардіореабілітаційні заходи залежать від багатьох факторів, але значною мірою пов'язані зі ступенем ураження серцевого м'яза до процедури ЧКВ. Багато пацієнтів, які проходять цю процедуру, не мали серцевого нападу і можуть не мати помітних пошкоджень серця. Інші могли перенести серйозний серцевий напад, і здатність їхнього серця постачати в організм насичену киснем кров може бути порушена. Реабілітаційні заходи призначаються відповідно до потреб кожного пацієнта.

## Використання
ЧКВ є однією з найпоширеніших процедур, які виконуються під час перебування в стаціонарі у США. На неї припадало 3,6 % усіх операцій, проведених у 2011 році. Однак між 2001 і 2011 роками їх обсяг скоротився на 28 %, з 773 900 операцій, виконаних у 2001 році, до 560 500 процедур у 2011 році

### Порівняння з АКШ
Існують суперечливі дані щодо клінічних результатів порівняння ЧКВ та аорто-коронарного шунтування (АКШ). Переважне кількість досліджень свідчить про те, що АКШ має переваги у зниженні смертності та інфаркту міокарда у людей із багатосудинною закупоркою порівняно з ЧКВ. Оцінки ускладнюються фактом, що ЧКВ є мінімально інвазивною процедурою, а АКШ є великою хірургічною операцією. Різні дослідження прийшли до протилежних висновків щодо відносної економічної ефективності ЧКВ і АКШ у людей з ішемією міокарда, яка не покращується за допомогою медикаментозного лікування.

## Історія
Коронарна ангіопластика, також відома як черезшкірна транслюмінальна коронарна ангіопластика (ЧТКА), оскільки вона виконується через шкіру та через просвіт артерії, була вперше розроблена в 1977 році Андреасом Ґрюенцигом. Перша процедура відбулася в п'ятницю 16 вересня 1977 року в Цюріху, Швейцарія. Впровадження процедури прискорилося після переїзду Ґрюнцига до Університету Еморі в Сполучених Штатах. Першим співробітником Ґрюенцига в Еморі був Мерріл Кнудтсон, який до 1981 року вже виконував ЧКВ в Калгарі, Альберта, Канада. До середини 1980-х років багато провідних медичних центрів у всьому світі прийняли цю процедуру для лікування ішемічної хвороби серця.

## Дослідження
Сучасна концепція полягає в тому, що через три місяці артерія адаптується, загоює і більше не потребує стента. Повна реваскуляризація всіх стенозованих коронарних артерій після STEMI є більш ефективною з точки зору серйозних ускладнень з боку серця і смертності від усіх причин, але й є безпечнішою, ніж маніпуляція тільки з ураженою судиною.

## Критика
У 2007 році журнал New England Journal of Medicine опублікував результати дослідження під назвою COURAGE. У дослідженні порівнювали стентування при ЧКВ із медикаментозною терапією при симптоматичній стабільній ішемічній хворобі серця (ІХС). Вони показали відсутність різниці у смертності в обох групах, хоча спостерігалося раннє полегшення симптомів, яке на п'ятий рік зрівнялося з групою медикаментозного втручання. Після цього дослідження були широко оприлюднені повідомлення про те, що окремі лікарі проводили ЧКВ у пацієнтів, які не відповідали жодним традиційним критеріям.
Мета-аналіз 2014 року показав, що смертність може бути покращена за допомогою стентів другого покоління з лікарським покриттям, які були недоступні під час випробування COURAGE. Відтоді медичні товариства видали рекомендації щодо того, коли доцільно виконувати ЧКВ. В результаті рівень невідповідного стентування знизився між 2009 і 2014 роками. Статистичні дані, опубліковані щодо тенденцій у лікарняних процедурах США, показали зменшення загальної кількості ЧКВ у період з 2001 по 2011 рік на 28 %, причому найбільше зниження спостерігалося з 2007 року.
Дослідження ORBITA 2017 року також викликало багато суперечок, оскільки виявило, що після ЧКВ не було статистично значущої різниці в тривалості виконання фізичних вправ порівняно з групою пацієнтів, які отримували тільки медикаментозну терапію. Автори дослідження вважають, що полегшення стенокардії за допомогою ЧКВ є в основному ефектом плацебо. Інші дослідники відзначили малий розмір вибірки з недостатньою потужністю дослідження для виявлення відмінностей у результатах і коротку тривалість випробування у 6 тижнів. 85 % пацієнтів у групі медикаментозної терапії обрали ЧКВ наприкінці випробування.
Дослідження ISCHEMIA 2019 року підтвердило, що інвазивні процедури (ЧКВ або АКШ) не зменшують смертність або серцеві напади порівняно з медикаментозною терапією стабільної стенокардії. Однак пацієнти зі стенокардією мали покращення якості життя після ЧКВ порівняно з медикаментозною терапією.